# Risle, Guiel, Charentonne
Risle, Guiel, Charentonne este o arie protejată (sit de importanță comunitară — SCI) din Franța întinsă pe o suprafață de 4.747,49 ha, integral pe uscat.

## Localizare
Centrul sitului Risle, Guiel, Charentonne este situat la coordonatele 49°05′07″N 0°36′00″E / 49.08528°N 0.6°E.

## Înființare
Situl Risle, Guiel, Charentonne a fost declarat arie specială de conservare în baza directivei 92/43 din 1992 referitoare la conservarea habitatelor naturale și a faunei și florei sălbatice pentru a proteja 18 specii de animale.

## Biodiversitate
Situată în ecoregiunea atlantică, aria protejată conține 7 habitate naturale: Cursuri de apă de la nivel de câmpie la nivel montan, cu vegetație Ranunculion fluitantis și Callitricho-Batrachion, Fânețe de joasă altitudine (Alopecurus pratensis, Sanguisorba officinalis), Păduri aluvionare cu Alnus glutinosa și Fraxinus excelsior (Alno-Padion, Alnion incanae, Salicion albae), Păduri de fag Asperulo-Fagetum, Liziere de ierburi înalte hidrofile de câmpie și de nivel montan până la alpin, Pajiști cu Molinia pe soluri calcaroase, turboase sau argilos-nămoloase (Molinion caeruleae), Peșteri inaccesibile publicului.
La baza desemnării sitului se află mai multe specii protejate:
- amfibieni (1): triton cu creastă (Triturus cristatus)
- mamifere (5): vidră de râu (Lutra lutra), liliac cu urechi mari (Myotis bechsteinii), liliac cărămiziu (Myotis emarginatus), liliac comun (Myotis myotis), liliacul mare cu potcoavă (Rhinolophus ferrumequinum)
- nevertebrate (6): Austropotamobius pallipes, Coenagrion mercuriale, Euplagia quadripunctaria, rădașcă (Lucanus cervus), Oxygastra curtisii, Vertigo moulinsiana
- pești (6): zglăvoacă (Cottus gobio), Cottus perifretum, Lampetra fluviatilis, cicar (Lampetra planeri), Petromyzon marinus, somonul (Salmo salar)

Pe lângă speciile protejate, pe teritoriul sitului au mai fost identificate 13 specii de plante, 1 specie de păsări, 2 specii de amfibieni, 11 specii de mamifere, 1 specie de reptile.